# Ambassador Bridge
L'Ambassador Bridge è un ponte sospeso adibito al traffico veicolare stradale soggetto a pedaggio, che attraversa il fiume Detroit collegando la città statunitense di Detroit con la città canadese di Windsor.
Inaugurato nel 1929 e costato circa 20 milioni di dollari dell'epoca, è uno dei valichi di frontiera più trafficati del Nord America. Secondo uno studio del 2004 commissionato dalla Border Transportation Partnership, è stato calcolato che intorno al ponte vi sia un indotto di circa 150 000 posti di lavoro nell'area di Detroit-Windsor e un traffico merci annuo del valore di 13 miliardi di dollari. Attraverso il ponte transita dal 60 al 70% del traffico di autocarri nella regione.
Fino al 2020 il proprietario del ponte è stato il miliardario Manuel Moroun, avendolo acquistato dai precedenti proprietari nel 1979. Moroun ha gestito il ponte fino alla sua morte, avvenuta nel luglio 2020, attraverso le società Detroit International Bridge Company negli Stati Uniti e la Canadian Transit Company in Canada.